# Nuevo Pensar del Campesino
Nuevo Pensar del Campesino är en ort i Mexiko.   Den ligger i kommunen Gómez Farías och delstaten Tamaulipas, i den centrala delen av landet, 400 km norr om huvudstaden Mexico City. Nuevo Pensar del Campesino ligger 314 meter över havet och antalet invånare är 243.
Terrängen runt Nuevo Pensar del Campesino är varierad, och sluttar österut. Runt Nuevo Pensar del Campesino är det glesbefolkat, med 13 invånare per kvadratkilometer. Närmaste större samhälle är El Nuevo Encino, 13,2 km norr om Nuevo Pensar del Campesino. Omgivningarna runt Nuevo Pensar del Campesino är en mosaik av jordbruksmark och naturlig växtlighet.